# Bye Bye Brasil
Bye Bye Brasil és una pel·lícula brasilera de comèdia de 1979 dirigida per Carlos Diegues i considerada per molts com una de les millors produccions de la dècada del 1970. El novembre de 2015 la pel·lícula va entrar en la llista feta per l'Associação Brasileira de Críticos de Cinema (Abraccine) dels 100 millors pel·lícules brasileres de tots els temps.

## Sinopsi
Salomé, Lorde Cigano i Andorinha són tres artistes mambembes que creuen el país amb la Caravana Rolidei, fent espectacles per al sector més humil de la població brasilera i que encara no té accés a televisió. Se'ls uneix acordionista Ciço i la seva dona, Dasdô, amb qui la caravana travessa Amazònia per la carretera Transamazònica fins a arribar a Altamira.

## Repartiment
- José Wilker.... Lorde Cigano
- Bety Faria.... Salomé
- Fábio Júnior.... Ciço
- Zaira Zambelli.... Dasdô
- Jofre Soares.... Zé da Luz
- José Maria Lima.... assistente
- Emmanuel Cavalcante.... prefeito
- Rinaldo Gines.... chefe índio
- Marieta Severo.... assistente social
- José Carlos Lacerda
- Marcus Vinícius
- Príncipe Nabor

## Banda sonora
- “Bye Bye Brasil” (Chico Buarque de Hollanda i Roberto Menescal) - interpretada per Chico Buarque
- “Toada de Ciço - Forró da Feira” (Dominguinhos) - interpretada per Fábio Júnior
- “Pra Cima, Pra Baixo” (The Fevers) - interpretada per The Fevers
- “Radinho de Pilha” (Genival Lacerda) - interpretada per Genival Lacerda
- “White Christmas” (Irving Berlin) - interpretada per Bing Crosby
- “Para Vigo Me Voy (Say sí sí)” (Ernesto Lecuona, Al Stillman, i Lubon) - interpretada per Xavier Cugat
- “Duerme” (Miguel Prado) - interpretada per Xavier Cugat
- “Aquarela Amazonense” (Chico da Silva i Venâncio) - interpretada per Chico da Silva i Venâncio
- “Depois da Chuva” (Pinduca i Deuza) - interpretada per Pinduca e Deuza
- “Surucuá” (Pinduca i Carlos Santos) - interpretada per Pinduca i Carlos Santos
- "Bye Bye Love" (Boudleaux i Felice Bryant) - Interpretada per The Everly Brothers
- “Aquarela do Brasil” (Ari Barroso)- interpretada per Ari Barroso

## Recepció
Adécio Moreira Jr en la seva crítica per Poses e Neuroses va destacar: "Després de veure la pel·lícula Xica da Silva (1976), em va atraure encara més el cinema brasiler que va més enllà de les pornochanchadas característiques d'un determinat període històric. una qüestió d'apreciar una altra obra emblemàtica de Carlos Diegues anomenada Bye Bye Brasil, la seva obra més celebrada. Malgrat tota la diversió lúdica, els elements sexuals que impregnen la narrativa i molts mims folklòrics, és possible veure allà un important reflex d'un canvi social interessant. A partir del títol, no només som aquí en una fase de transició, sinó també en l'abandonament d'identitats fortes per donar lloc a una ‘americanització’ conceptual."
Inácio Araujo per la Folha de S.Paulo va dir que és "una de les pel·lícules més marcant del període final de la dictadura." Marcelo Müller de Papo de Cinmea va escriure: "Bye Bye Brasil té densos significats, extrets dels seus paisatges geogràfics, Té una bellesa rara, no només per exposar (en un bon sentit) el sofriment de la gent tupiniquima, sinó sobretot per fer-ho amb gràcia, extreta de l'incorregible esperança d'aquestes persones que, malgrat totes les proves, creuen en un sol capaç en un sol capaç de no tornar mai a caure."
Cassiano Terra Rodrigues de Correio Cidadania va escriure: "Bye Bye Brasil és una pel·lícula d'un país que ja no és el que era durant molt de temps, però que no saps què. (...) Així és com [la pel·lícula] es distancia del Cinema Novo. De fet, la pel·lícula oscil·la tot el temps, amb un propòsit ambigu, entre el compromís social i històric del cinema-novista i les noves i encara incertes possibilitats del seu propi temps (la indefinició sempre ha caracteritzat els períodes de transició)."

## Premis
Bye Bye Brasil va figurar com una de les deu millors pel·lícules brasileres segons Glauco Ortolano de World Literature Today. The New York Times va assenyalar que era "una pel·lícula més reflexiva, molt ben interpretada pel seu petit repartiment i que no va ser fotografiada amb art en alguns llocs remarcables." La pel·lícula ha estat descrita com una mena de "documental sismològic ... rèpliques culturals del subcontinent brasiler." La pel·lícula fou nominada a la Palma d'Or al 33è Festival Internacional de Cinema de Canes. La pel·lícula també va ser seleccionada com a entrada brasilera a la millor pel·lícula en llengua estrangera als Premis Oscar de 1980 però la seva nominació no va ser acceptada.